# Unconditional Love (canción de Tupac)
«Unconditional Love» es el segundo sencillo póstumo de 2Pac de su álbum Greatest Hits de 1998. "Changes", primer sencillo del álbum, y "Unconditional Love" fueron acompañados de un video musical.
La canción fue originalmente escrita por 2Pac para su amigo MC Hammer, con el objetivo de revitalizar su imagen una vez que firmó con Death Row. Sin embargo, 2Pac terminó grabando él mismo la canción antes de dársela a MC Hammer. La versión de Hammer fue primeramente lanzada en su álbum Family Affair en 1998. Según la información de Family Affair, la letra de "Unconditional Love" fue escrita y arreglada por Tupac Shakur (y Johnny Jackson en la versión de MC Hammer). MC Hammer escribió sobre la canción: "Esta canción fue un regalo del fallecido Tupac Shakur. Me dijo que se trataba de una canción acerca de cómo el amor verdadero es incondicional. Él quería que lo rapeara porque refleja lo que represento. El secreto es que esto es también lo que él representaba. Más detalles en un tiempo. Quizás una charla sobre ello. Sabemos que nuestra Biblia dice que el amor de Dios es incondicional. Gracias Tupac por esta hermosa canción espiritual". Posteriormente, Hammer mencionaría su amistad con Tupac y el regalo de esta canción en una entrevista en la TBN.
- Datos: Q2736058